# Belvosia albifrons
Belvosia albifrons là một loài ruồi trong họ Tachinidae.